# 何塞萊昂納多奧爾蒂斯區
何塞萊昂納多奧爾蒂斯區（西班牙語：Distrito de José Leonardo Ortiz），是秘魯的一個區，位於該國西北部蘭巴耶克大區的奇克拉約省，始建於1961年11月28日，面積28.22平方公里，海拔高度40米，2005年人口153,472，人口密度每平方公里5,400人。